# Joguejacarta
Joguejacarta, Jogjacarta ou Jojacarta (em indonésio: Yogyakarta, Jogjakarta, Jogja ou Yogya; em javanês: Ngayogyakarta) é uma cidade da Indonésia, capital da região especial homónima, na ilha de Java. É conhecida como um centro de educação (Kota Pelajar; "cidade dos estudantes") e centro cultural de artes tradicionais javanesas, como batique, dança, teatro, música, poesia e espetáculos de marionetas. O centro urbano tem 46 km² de área e em 2010 tinha 388 627 habitantes (densidade: 8 448,4 hab./km²). 
A cidade foi a capital dos revoltosos durante a Revolução Nacional da Indonésia, entre 1945 e 1949, período durante o qual o gabinete do presidente funcionou no Gedung Agung, um dos atuais seis palácios presidenciais da Indonésia. Kotagede, atualmente um dos distritos de Joguejacarta, foi a capital do Sultanato de Matarão entre 1575 e 1640.
A área metropolitana, que inclui a cidade de Magelang, tem 2 159,1 km² e em 2010 tinha 388 627 habitantes (densidade: 1 857,5 hab./km²). Estende-se por 65 distritos nas regências de Sleman,
Klaten,
Bantul,
Kulon Progo e Magelang.[carece de fontes?] Joguejacarta tem um dos mais altos índices de desenvolvimento humano da Indonésia (0,837 em 2014, considerado "muito alto").
A cidade deve o seu nome à cidade indiana de Aiódia, mencionada no épico hindu Ramáiana. Yogya significa "adequado, apto, conveniente" e karta "próspero, florescente", pelo que Joguejacarta significa algo como "cidade adequada para prosperar".

## História

### Reino de Matarão (séculos VIII a X)
Segundo a inscrição de Canggal, datada de 732, a área tradicionalmente conhecida como Mataram tornou-se a capital do Reino de Matarão (ou de Medang; Mdang i Bhumi Mataram), fundado pelo rei Sri Sanjaia. Matarão tornou-se o centro da sofisticada cultura hindu-budista javanesa durante três séculos e na planície de Kewu, junto à encosta sul do monte Merapi, em redor de Prambanan, foram construídos numerosos candis (templos hindus e budistas), dos quais se destacam os de Prambanan (hindu) e de Borobudur (budista).[carece de fontes?]
Cerca do ano 929, o centro do reino foi transladado para Java Oriental por Mpu Sindok, fundador da dinastia Isyana. Desconhece-se a causa exata da transladação, mas é possível que se tenha devido a uma forte erupção do vulcão do Merapi ou a uma luta pelo poder. Os historiadores sugerem que em algum momento do reinado do rei Wawa (r. 924–929), uma erupção do Merapi devastou a capital do reino de Matarão.[carece de fontes?]

### Império de Majapait (1293–1527)
Durante o período Majapait, a área em volta da moderna Joguejacarta foi novamente identificada como "Mataram" e reconhecida como uma das doze províncias do Império de Majapait em Java, governada por um duque intitulado Bhre Mataram. Durante o reinado de Hayam Wuruk (r. 1350–1389), o título de Bhre Mataram foi detido por Wikramawardhana, sobrinho e genro do rei, que lhe viria a suceder no trono.[carece de fontes?]

### Sultanato de Matarão (1575–1620)
Kotagede, atualmente um distrito de Joguejacarta, foi a capital do Sultanato de Matarão. Durante o reinado do sultão Agung Anyokrokusumo (r. 1613–1645), o sultanato atingiu o seu apogeu, tornando-se o maior reino de Java e expandindo a sua influência a Java Central, Java Oriental e metade de Java Ocidental. Após duas mudanças de capital (Plered e Kerta, ambas situadas na atual  regência de Bantul), a capital do sultanato foi transferida para Kartasura.[carece de fontes?]

### Rescaldo do Tratado de Gianti (1745–1945)
Durante o reinado de Pakubuwono II (r. 1726–1749), estalou uma guerra civil entre o príncipe Mangkubumi e o seu irmão mais velho, Sunan Pakubuwono II. A guerra começou quando este último concordou em cooperar com a Companhia Holandesa das Índias Orientais (VOC), cedeu parte do território de Matarão aos holandeses e submeteu-se à sua autoridade. O seu irmão mais novo discordou do acordo por recear que o seu povo fosse escravizado pelos holandeses. Mangkubumi derrotou as tropas de Pakubuwono e declarou-se soberano do Reino de Yogjakarta, ocupando as partes do sul do sultanato.[carece de fontes?]
O fim da guerra civil foi formalizada pelo Tratado de Gianti, assinado em 13 de fevereiro de 1755 entre Mangkubumi, o seu sobrinho Pakubuwono III e a VOC, que marcou o fim do Sultanato de Matarão e a criação do Sultanato de Suracarta (ou Susuhunan), governado por Pakubuwono III, e do Sultanato de Joguejacarta, governado por  Mangkubumi, que assumiu o título de Hamengkoeboewono I. O Sultanato de Joguejacarta foi fundado oficialmente em 7 de outubro de 1756.[carece de fontes?]
Durante a ocupação britânica de Java (1811–1815), rumores de planos da corte de Joguejacarta para causar uma rebelião provocou receios nas autoridades coloniais. Em 20 de junho de 1812, o governador britânico Stamford Raffles comandou uma força de 1 200 soldados num ataque à cidade real. Os javaneses foram apanhados de surpresa pelo ataque e foram facilmente derrotados. Joguejacarta caiu num dia, tendo sido destruída e o seu palácio foi saqueado. Este evento despojou completamente o sultanato do poder e influência que lhe restava. O saque foi uma humilhação para a corte e ajudou a fomentar uma rebelião que ficaria conhecida como a Guerra de Java (1825–1830).[carece de fontes?]

### República da Indonésia (1945–atualidade)
Em 1942, o Império do Japão invadiu as Índias Orientais Holandesas e governou Java até ter sido derrotado em 1945. Em agosto desse ano, Sukarno proclamou a independência da República Indonésia. O sultão de Joguejacarta Hamengkubuwono IX enviou rapidamente uma carta a Sukarno expressando o seu apoio ao recém-fundado país e reconhecendo que o seu sultanato era parte da República Indonésia. O Sultanato de Suracarta fez o mesmo e ambos os reinos javaneses receberam o estatuto especial de "regiões especiais" dentro da república. Porém, o Sultanato de Suracarta perderia esse estatuto administrativo especial em 1946 devido a uma rebelião esquerdista e anti-realista em Suracarta, tendo sido integrado na província de Java Central.[carece de fontes?]
O apoio de Joguejacarta foi essencial na luta pela independência durante a Revolução Nacional da Indonésia, entre 1945 e 1949. A cidade foi a capital da autoproclamada República Indonésia entre 1946 e 1949, após a tomada de Jacarta pelos holandeses. Mais tarde, os holandeses também invadiram Joguejacarta, levando a que a capital da república fosse transferida para Bukittinggi, em Sumatra Ocidental, a 19 de dezembro de 1948. Devido à sua significativa contribuição para a sobrevivência da república, Joguejacarta manteve o seu estatuto especial e é a única região indonésia governada por uma monarquia.[carece de fontes?]

## Geografia e administração
A cidade estende-se em todas as direções a partir do  Kraton (palácio do sultão), mas o núcleo da cidade moderna situa-se a norte, centrado na zona dos edifícios da era colonial holandesa e do principal bairro comercial. A Jalan Malioboro, com os seus vendedores de rua e mercados e centros comerciais vizinhos, é a principal avenida de comércio para os turistas, enquanto a Jalan Solo, mais a norte, é uma área comercial frequentada sobretudo por locais. Na extremidade sul de Malioboro, no lado oriental, situa-se o mercado de Beringharjo, perto do Forte Vredeburg, uma fortaleza holandesa restaurada transformada num museu da luta pela independência.[carece de fontes?]
No centro da cidade ergue-se o Kraton, que está rodeado por um bairro residencial densamente povoado, que ocupa o que no passado era uma propriedade exclusivamente do sultão. Os sinais desse antigo uso ainda estão à vista, na forma de antigos muros e no antigo jardim de  Taman Sari, construído em 1758, atualmente em grande parte abandonado e arruinado. No passado, o Taman Sari foi usado para alojar os empregados do palácio e os seus descendentes. Em 2004, foi iniciada a sua reconstrução, juntamente com a renovação das vizinhanças do kraton.[carece de fontes?]
Cerca de 28 km a note da cidade ergue-se o monte Merapi, o vulcão mais ativo da Indonésia, onde se têm registado erupções regulares desde 1548, a última delas antes de 2017 em novembro de 2010. Nas suas encostas meridionais situa-se a cidade turística de Kaliurang.[carece de fontes?]

### Clima
O clima de Joguejacarta é do tipo tropical com estação seca (Aw na classificação de Köppen-Geiger), pois a precipitação no mês mais seco (agosto) é inferior a 60 mm. É influenciado pela monção. O mês mais chuvoso é janeiro, com 392 mm de média. A temperatura média é cerca de 26 a 27 °C; os meses mais frios são julho e agosto, quando a temperaturas média mínima é 20,6 °C e o mês mais quente é outubro, quando a temperatura média máxima é 31.4 °C.
| Dados climatológicos para Joguejacarta | Dados climatológicos para Joguejacarta | Dados climatológicos para Joguejacarta | Dados climatológicos para Joguejacarta | Dados climatológicos para Joguejacarta | Dados climatológicos para Joguejacarta | Dados climatológicos para Joguejacarta | Dados climatológicos para Joguejacarta | Dados climatológicos para Joguejacarta | Dados climatológicos para Joguejacarta | Dados climatológicos para Joguejacarta | Dados climatológicos para Joguejacarta | Dados climatológicos para Joguejacarta | Dados climatológicos para Joguejacarta |
| Mês                                    | Jan                                    | Fev                                    | Mar                                    | Abr                                    | Mai                                    | Jun                                    | Jul                                    | Ago                                    | Set                                    | Out                                    | Nov                                    | Dez                                    | Ano                                    |
| -------------------------------------- | -------------------------------------- | -------------------------------------- | -------------------------------------- | -------------------------------------- | -------------------------------------- | -------------------------------------- | -------------------------------------- | -------------------------------------- | -------------------------------------- | -------------------------------------- | -------------------------------------- | -------------------------------------- | -------------------------------------- |
| Temperatura máxima recorde (°C)        | 31                                     | 32                                     | 32                                     | 33                                     | 32                                     | 32                                     | 32                                     | 32                                     | 34                                     | 35                                     | 35                                     | 32                                     | 35                                     |
| Temperatura máxima média (°C)          | 29,8                                   | 30,2                                   | 30,4                                   | 31,3                                   | 31,1                                   | 31,0                                   | 30,3                                   | 30,7                                   | 31,1                                   | 31,4                                   | 30,7                                   | 30,1                                   | 30,68                                  |
| Temperatura média (°C)                 | 26,3                                   | 26,5                                   | 26,6                                   | 27,1                                   | 26,9                                   | 26,2                                   | 25,4                                   | 25,6                                   | 26,4                                   | 27,0                                   | 26,8                                   | 26,4                                   | 26,43                                  |
| Temperatura mínima média (°C)          | 22,9                                   | 22,8                                   | 22,9                                   | 23,0                                   | 22,7                                   | 21,5                                   | 20,6                                   | 20,6                                   | 21,7                                   | 22,7                                   | 23,0                                   | 22,8                                   | 22,27                                  |
| Temperatura mínima recorde (°C)        | 20                                     | 20                                     | 18                                     | 20                                     | 18                                     | 16                                     | 17                                     | 16                                     | 17                                     | 18                                     | 20                                     | 20                                     | 16                                     |
| Precipitação (mm)                      | 392                                    | 299                                    | 363                                    | 149                                    | 141                                    | 68                                     | 29                                     | 16                                     | 49                                     | 136                                    | 237                                    | 278                                    | 2 157                                  |
| Humidade relativa (%)                  | 82                                     | 82                                     | 81                                     | 78                                     | 77                                     | 74                                     | 74                                     | 71                                     | 69                                     | 73                                     | 77                                     | 82                                     | 76,7                                   |
| Fonte: Weatherbase , climate-data.org  |                                        |                                        |                                        |                                        |                                        |                                        |                                        |                                        |                                        |                                        |                                        |                                        |                                        |

### Administração
Joguejacarta faz parte da região especial homónima, a qual tem estatuto de província na Indonésia e tem uma "cidade" (Joguejacarta propriamente dita, ou Kota Yogyakarta) e quatro regências: Kulon Progo, com capital em Wates; Sleman, com capital em Sleman; Bantul, com capital em Bantul; Gunung Kidul, com capital em Wonosari. As regências de Bantul e de Sleman têm uma densidade populacional muito superior às circundantes (mais de 1 500 hab/km²) e na prática são dormitórios da área metropolitana da grande Joguejacarta.
A cidade está dividida em 14 distritos (kecamatan):
| - Danurejan (18 342) [♦] - Gedong Tengen (17 185) [♦] - Gondokusuman (45 293) [♦] - Gondomanan (13 029) [♦] - Jetis (23 454) [♦] |  | - Kotagede (31 152) [♦] - Kraton (17 471) [♦] - Mantrijeron (31 267) [♦] - Mergangsan (29 292) [♦] - Ngampilan (16 320) [♦] |  | - Pakualaman (9 316) [♦] - Tegalrejo (34 923) [♦] - Umbulharjo (76 743) [♦] - Wirobrajan (24 840) [♦] |

[♦] ^ Número de habitantes em 2011.

### Demografia
A maior parte da população é de etnia javanesa, No entanto, devido ao elevado número de escolas e universidades e ao custo relativamente mais baixo do que outras cidades indonésias, Joguejacarta tem atraído um número crescente de estudantes de toda a Indonésia. Em resultado disso, vivem na cidade muitas pessoas de outras etnias, especialmente das partes orientais da Indonésia.[carece de fontes?]
Joguejacarta atrai um grande número de visitantes estrangeiros e há também um número significativo de residentes estrangeiros. A maior parte deles são estudantes, que estudam língua indonésia ou a cultura javanesa.[carece de fontes?]

## Cultura e atrações turísticas
Devido à proximidade com os templos de Borobudur e de Prambanan e cultura ligada à realeza local, Joguejacarta tornou-se um destino turístico importante na Indonésia. Muitos turistas usam a cidade como base de alojamento para visitarem Borobudur e Prambanan.[carece de fontes?]
Alguns aspetos culturais mais relevantes relacionados com Joguejacarta são os seguintes:[carece de fontes?]
- Batique — Uma técnica artesanal de tingimento de tecidos. O mercado mais famoso de batique é o Beringharjo.
- Joalharia com filigrana de prata, cujo principal centro de produção se encontra em Kotagede.
- Dança tradicional javanesa — Destacam-se os espetáculos de wayang wong, com representações de cenas do Ramáiana, em Prambanan e Purowisata, e as danças da corte (tari kraton) realizadas no kraton (palácio real).
- Teatro convencional e de marionetas. Além dos espetáculos tradicionais, há também alguns grupos que executam peças contemporâneas.
- Música de gamelão, que inclui o género local Gamelan Yogyakarta, que se desenvolveu nas cortes da realeza.
- Festivais anuais tradicionais javaneses, como o Sekaten e o Gerebeg Mulud. O primeiro celebra o  e ocorre entre o 5.º e o 12.º dia do mês Mulud do calendário javanês (equivalente ao Rabi al-Awwal do calendário islâmico).

### Museus e monumentos
Joguejacarta tem vários monumentos históricos e museus. O mais famoso, situado 17 km a nordeste da cidade, é Prambanan, um complexo de templos hindus classificado como Património Mundial pela UNESCO. No  Kraton (palácio real) há um museu com artefatos do sultão. Em alguns edifícios coloniais há também museus. Destes destaca-se o Museu do Forte Vredeburg, instalado num antigo forte holandês. Devido à importância da cidade durante a guerra pela independência, há numerosos memoriais, como o Yogya Kembali, que comemora a recaptura de Joguejacarta pelos independentistas, onde estão expostos dioramas e artefatos do período colonial e da revolução.[carece de fontes?] Há também um museu de arte contemporânea, o Museu Nacional Jogja.
A leste do centro da cidade encontra-se o grande Museu da Força Aérea, onde estão expostos 36 aviões no interior e seis no exterior. Estes incluem alguns antigos modelos de combate soviéticos, como os caças MiG-15, MiG-17, MiG-19, MiG-21 e o bombardeiro Tu-16, além de aviões de fabrico japonês, americano e britânico.[carece de fontes?]

### Cozinha
Alguns do pratos tradicionais de Joguejacarta são:[carece de fontes?]
- Gudeg Yogya — Típico de Joguejacarta e de Java Central, é confeccionado com jaca verde cozida durante várias horas em água com açúcar de palma e leite de coco. Geralmente é acompanhado com opor ayam (galinha com leite de coco), estufado de ovos cozidos duros e krechek, pele de carne picante e estufado de tofu. O gudeg de Joguejacarta é mais seco e mais vermelho do que de outras regiões por causa da adição de folhas de teca.[12]
- Ayam goreng Kalasan — Galinha estufada com uma mistura temperos que incluem alho, coentro, noz-de-iguape e água de coco, que depois é frita até ficar crocante. É servida com sambal e hortaliças cruas.
- Sego kucing — Arroz acompanhado com pequenos pratos com, por exemplo, sambal, tempeh (soja fermentada) ou peixe seco.
- Bakpia pathok — Pastel doce recheado com pasta de feijão-mungo com açúcar, de origem chinesa. Embora haja bakpias noutras partes da Indonésia e das Filipinas, as bakpias da área de Pathok, perto da avenida Jalan Malioboro de Joguejacarta são especialmente famosas.
- Wedhang ronde — Sobremesa quente javanesa com bolas de arroz glutinoso recheadas com pasta de amendoim, imersas em chá quente e doce de gengibre e citronela.
- Wedhang angsle — Sobremesa quente e líquida de bolinhas de sagu, arroz glutinoso pré-cozinhado, feijão-mungo, putu mayang (bolinhos de farinha muito coloridos e em forma de esparguete) e amendoins fritos, tudo coberto com leite de coco doce.
- Kipo — É um pequeno aperitivo doce de Kotagede, feito de massa de arroz glutinosa e leite de coco recehado com coco e açúcar de palma gratinado. O seu nome deriva do termo javanês "iki opo?", que significa "o que é isto?".
- Wedhang uwuh — Bebida quente de folhas de craveiro-da-índia.

## Economia e infraestruturas

### Economia
Em 2014, o produto interno bruto (PIB) de Joguejacarta foi 24,69 biliões * Rp (rupias indonésias; 1 550 mihões €; 5,3 bilhões R$), o PIB per capita 60,57 biliões Rp (3 800 €; 13 000 R$) e o crescimento económico 5,3%. Entre 2010 e 2014, o crescimento económico médio foi 5,51%. A economia da cidade depende em grande medida do setor terciário, nomeadamente de comércio, tanto de retalhista como grossista, transporte e logística, turismo, informações e comunicações, seguros e serviços financeiros, imobiliário, serviços empresariais, administração pública, educação, saúde, etc., que no total representam 77,2% do PIB.[carece de fontes?]

### Educação
A cidade tem pelo menos 13 universidades. A mais importante é provavelmente a Universidade Gadjah Mada, uma das mais proeminentes da Indonésia, fundada em 1949 e que em 2016 tinha mais de 48 000 alunos. Outras universidades públicas são a Universidade Estatal de Joguejacarta (fundada em 1964, c. 32 000 alunos em 2013), a Universidade Islâmica Estatal Sunan Kalijaga (que além dos cursos de teologia também tem cursos de direito, economia e educação) e o Instituto Indonésio das Artes de Joguejacarta. Há também diversas universidades privadas, como a Universidade Muhammadiyah de Joguejacarta, a Universidade Ahmad Dahlan, a Universidade Islâmica da Indonésia, a Universidade Atma Jaya de Joguejacarta (católica), Universidade Cristã Duta Wacana, a Universidade Sanata Dharma e o Instituto AKPRIND de Ciência e Tecnologia.[carece de fontes?]

### Transportes
Joguejacarta é servida pelo Aeroporto Internacional de Adisutjipto (IATA: JOG, ICAO: WAHH), o qual tem ligações regulares com outras cidades indonésias importantes, como Jacarta, Dempassar, Macáçar, Balikpapan, Banjarmasin, Pekanbaru, Palimbão ou Pontianak. Há também voos para Singapura e Kuala Lumpur.[carece de fontes?]
A cidade é servida por uma das duas principais linhas ferroviárias de Java, que ligam Jacarta e Bandung a Surabaia. Há duas estações de passageiros, ambas no centro: a de Tugu (ou Joguejacarta), que serve comboios de classe executiva, e a de Lempuyangan, que serve comboios de classe económica. Além dos comboios de longo curso, há serviços de comboios urbanos entre a estação de Lempuyangan, Suracarta, Kutoharjo, Madiun e Samarão.[carece de fontes?]
A cidade dispõe de um extenso serviço de autocarros urbanos e é um ponto de partida importante para autocarros de longo curso que ligam outras cidades de Java e de Bali. Desde o início de 2008, há um serviço de autocarro de trânsito rápido, o Trans Jogja, que liga os principais terminais rodoviários, o aeroporto e as estações ferroviárias. Há também táxis, andongs (charretes) e becaks (riquexós). O veículo de transporte individual mais usado é, de longe, a motocicleta, mas há cada vez mais residentes que têm automóvel. A cidade dispõe de uma autoestrada de circunvalação.[carece de fontes?]